# Yasutaka Kobayashi
Yasutaka Kobayashi (小林 康剛 Kobayashi Yasutaka?), född 15 juni 1980 i Ibaraki prefektur, är en japansk fotbollsspelare.
Kobayashi började sin karriär 1999 i Kashima Antlers. Efter Kashima Antlers spelade han för Vegalta Sendai, Kawasaki Frontale, Mito HollyHock, Tokushima Vortis, Fagiano Okayama och Fukushima United FC. Han avslutade karriären 2014.